# Heinrich Wänke
Heinrich Wänke (* 5. September 1928 in Linz; † 21. November 2015) war ein österreichischer Physiker am Max-Planck-Institut für Chemie in Mainz (Kosmochemie).
Wänke studierte an der Universität Wien und wurde dort in Kernphysik promoviert. Ab 1953 war er Assistent von Friedrich Paneth am Max-Planck-Institut für Chemie in Mainz. Von 1967 bis zu seinem Ruhestand 1996 leitete er dort die Abteilung Kosmochemie. 
Er untersuchte Meteorite und außerirdische Gesteine, so 1969 Material von der Apollo 11-Mission vom Mond und 1997 bei der Pathfinder Mission zum Mars, wo das von seiner Gruppe entwickelte APX-Spektrometer die ersten chemischen Gesteinsanalysen auf dem Mars durchführte. Das Spektrometer entwickelte er mit Rudolf Rieder (* 1940). Beide wurden dafür 1997 Wissenschaftler des Jahres in Österreich.
Er legte in Mainz eine große Meteoritensammlung an (bis 1996 rund 1900 Meteorite), die nach der Schließung der Abteilung Kosmochemie in Mainz (2005) an das Senckenberg-Forschungsinstitut in Frankfurt kam. 1991 erhielt Wänke die Friedrich-Becke-Medaille.
1993 wurde er zum ordentlichen Mitglied der Academia Europaea gewählt. 1994 wurde er als korrespondierendes Mitglied in die Österreichische Akademie der Wissenschaften aufgenommen. Am 24. Juni 2002 wurde der Asteroid (5762) Wänke nach ihm benannt.